# A-Lin
Lisang Pacidal Koyouan née le 20 septembre 1983 à Kaohsiung (Taïwan), est une chanteuse et auteur compositeur aborigènes taïwanaise.

## Filmographie sélective

### Cinéma
- 2018 : Elle-même dans Une histoire plus triste que la tristesse de Gavin Lin.

### Télévision
- 2025 : Singer 2025 (saison 10) : elle-même (semaine 10 à 13, finaliste).